# Панкрти
Панкрти (Копилад на словеначком) је словеначки панк-рок бенд из Љубљане који је био активан од 1977. до 1987, а од 2007. бенд је поново активан.
Чланови бенда су били Петер Ловшин (композитор/певач), Борис Крамбергер (бас), Душан Жиберна (гитара), Бого Претнар (гитара), Марко Каваш (гитара), Славц Цолнарич (бубњеви), Митја Пријатељ (гитара), Грегор Томц (композитор/менаџер) и једно време Матјаж Гантар (био је један од најбогатијих Словенаца и бизнисмен до 2018, када је умро). Од 2007. и поновне активације бенда, чланови су Ловшин, Претнар, Крамбергер и Цолнарич.
Они су један од најважнијих југословенских панк бендова и један од првих панк бендова формираних у некој комунистичкој држави.

## Историја
Панкрти су основани 1977. у Кодељеву, предграђу Љубљане. Први наступ су имали 18. октобра 1977. у гимназији на Мостама, где су се представили са компилацијама од Секс Пистолса,  Клеша, Њујорк долса, Дед бојса уз неколико властитих ствари. Занимљиво је да су након тог наступа, концерти у тој средњој школи били забрањени следећих десет година. Уз помоћ Игора Видмара издали су свој први сингл Лублана је булана / Лепи ин празни (снимљен у италијанској Горици), који је постигао приличан успех како у Југославији тако и изван ње.
Први албум су издали 1980. под називом „Долгцајт“ (Досада) и тада постају популарни широм Југославије. 1982. издају свој други албум „Државни љубимци“, а иако је од словеначких критичара овај албум дочекан „на нож“, најпознатији југословенски музички часопис за савремену музику, „Џубокс“, прогласио је „Државне љубимце“ за плочу године.
Две године касније, 1984, Панкрти снимају свој трећи албум, по већини критичара најбољи - „Рдечи албум“ (Црвени албум). Тај албум највише је остао запамћен по песми „Bandiera rossa“ (Црвена застава), али и песмама попут „Гора“ и „Ударник силе“. Рдечи албум остао је најпродаванији албум Панкрта.
Годину касније, 1985. издају четврти албум, „Песми справе“, а пети и последњи студијски албум пре разлаза бенда, „Секспок“, издају 1987. године, снимљен је у студио Смолец у Загребу.
Један од последњих концерата су имали 10. децембра 1987. у љубљанској Хали Тиволи, а назвали су га „Задњи пого“.
Панкрти 1. децембра 2007. одржавају повратнички концерт у распродатој Хали Тиволи, на месту њиховог опроштајног концерта, као прославу њихове 30. годишњице, а после Љубљане као део слављеничке турнеје одржали су концерте у Осијеку, Новом Саду, Београду, Дубровнику и Загребу. Тада је поред Петра Ловшина, Бога Претнара, Бориса Крамбергера и Славца Цолнарича, свирао и гитариста Иван Карл. Од тада су имали више наступа у Словенији, Хрватској и Србији.

## Дискографија

### Албуми
- 1978. - Lublana je bulana
- 1980. - Dolgcajt
- 1982. - Državni ljubimci
- 1984. - Rdeči album
- 1985. - Pesmi sprave
- 1987. - Sexpok

### Синглови / ЕП-ови
- 1978. - Lublana je bulana / Lepi in prazni
- 1981. - Namesto tebe
- 1985. - Slovan / Adijo Lublana

### Албуми уживо
- 1982. - Svoboda '82
- 2007. - Behind The Iron Curtain Live

### Компилације
- 1981. - Novi punk val
- 1992. - Zbrana dela 1977—1988
- 1994. - Zbrana dela II
- 1996. - Zaboj (Antologija 77-87)
- 2006. - Pankrti 06 (Tribute to Pankrti)
- 2008. - Nič se ne premakne